# 制谱软件
制谱软件（英語：Scorewriter）又称打谱软件、记谱软件、乐谱软件或乐谱制作软件，是用来创建、编辑并输出乐谱的程序。用制谱软件制作乐谱就像用文字处理器处理文本，因为制谱软件通常能提供灵活的编辑功能并能自动布局，产生高质量的输出效果。
大多数制谱软件（尤其是2000年以后的），可以录制在MIDI 键盘（或其他MIDI乐器）上演奏的音符，并通过 MIDI 或虚拟乐器播放回放。目前最主要的三款专业的商业制谱软件是Finale 、 西贝柳斯和Dorico，而MuseScore等免费制谱软件也同样使用广泛。

## 历史
20世纪80年代，台式电脑的迅速发展见证了几十种早期制谱软件的诞生（见制谱软件列表）。它们是年轻作曲家、音乐教育家和作曲学生的福音，为创作管弦乐和其他作品的总谱和分谱提供了一种更便宜的方式。然而，它们通常很难使用：虽然乐谱可读，但看起来并不专业，除了SCORE。SCORE开发于80年代末，使用者主要是商业出版社，因为其高昂的价格使大部分非专业作曲家/抄写员望而却步。到了20世纪90年代，这些早期的程序多被遗弃，因为新的制谱软件在易用性和输出质量上超过了它们。在这一时期，Finale和Sibelius发布，其具有各种复杂功能，还能实现高质量的输出，让它们得以适用于各类音乐场景。
到2000年，市场被Finale（特别是在美国）和Sibelius（自1993年以来在英国占主导地位，1998年在Windows发布后扩大到全世界）所支配，这两者至今依然主导着制谱软件市场。 
2006年，Avid收购了Sibelius。在 2012 年的重组中，Sibelius 的伦敦办事处被关闭，开发团队也被解散。2013年2月，Steinberg宣布聘请了前Sibelius团队以打造新的制谱软件Dorico，并发布于2016年10月。Finale、Sibelius和Dorico是当今领先的专业级制谱软件。

## 功能

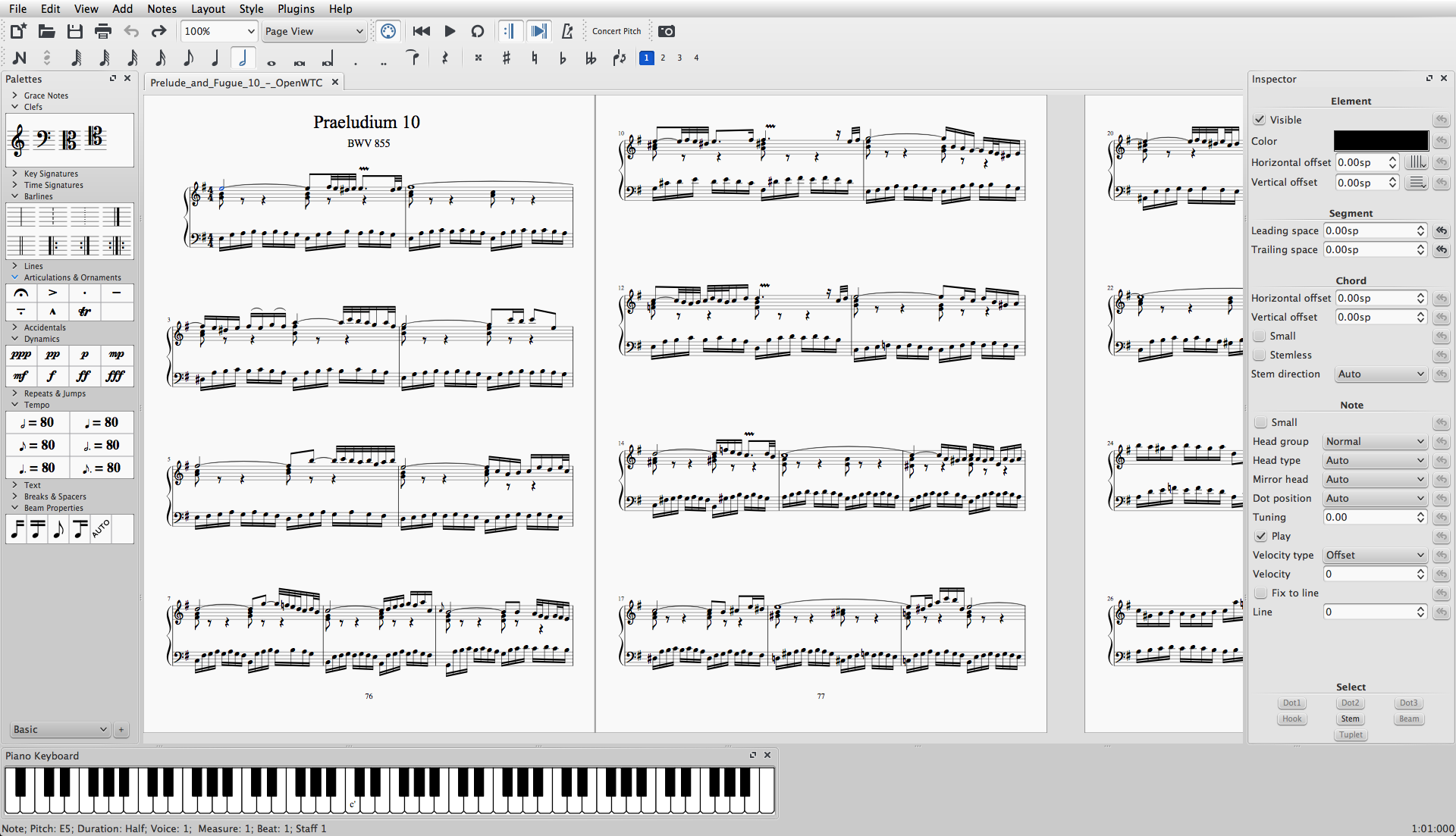
全屏状态的MuseScore 2.0，显示了符号面板、检视器和钢琴键盘

所有的制谱软件都支持输入、编辑和打印不同音乐符号和记号。这些软件的适用范围，有的小到编写简单的歌曲、钢琴曲或吉他谱，有的大到处理复杂的管弦乐和特殊记谱法（从早期音乐到先锋派），并能实现高质量的乐谱雕刻。
制谱软件通常可以用鼠标、计算机键盘或MIDI键盘输入音乐。少数软件也有一些其它的输入手段：用乐谱OCR来扫描输入、用麦克风演奏或演唱输入、用触摸屏输入等。
大多数制谱软件还支持使用 MIDI 或虚拟乐器（如VST等）播放音乐。屏幕可以同时显示乐谱，并通过更改虚拟钢琴键盘上的键颜色来显示正在播放的音符。虽然有些音序器（如DAW）也可以写乐谱，但它们的制谱功能通常不如制谱软件，因为其主要用途是录制和演奏音乐。
有些制谱软件支持相当程度的定制和微调排版，这也是为了适应出版商高质量排版和某些个人风格。
一些乐谱编写器允许用户在Internet上发布乐谱，这些乐谱可以（例如）播放、转置和打印出来，可能需要付费。
有些制谱软件支持在互联网上发布乐谱，这些乐谱（可能）可以下载、播放、转换格式、印刷等等，其功能可能需要付费。

大多数制谱软件也会提供其它制谱功能，例如移调、制作分谱，或提供逆行、倒影等变换手段，有些还可以自动创建乐器练习和学生作业表。一些软件支持插件，这些插件通常由用户或其他公司开发。其他功能可能有版本控制、更改音频轨道、导入导出图像等。

## 文件格式
几乎所有制谱软件都使用独有的文件格式保存文件。因此，为了在不同的记谱器之间移动记谱（或从其他类型的音乐软件，比如音序器），大多数制谱软件也可以导入或导出其它可以互换的文件格式，如：
- 几乎所有的制谱软件都支持MIDI文件。然而，由于这种格式是为回放而非制谱设计的（例如使用音序器），使用它在制谱软件间转换，效果通常很不完美，并且会丢失很多制谱细节。
- MusicXML目前已成为最通用和准确的乐谱文件交换格式标准。 [6]
- NIFF格式现已过时[來源請求]，仅有少数制谱软件支持。 [7]

制谱软件对比详细说明了不同制谱软件可以导入或导出的格式。
还有一些人类可读的基于文本的格式，例如ABC notation 、 LilyPond 、 ASCII tab和NoteWorthy Composer文本文件。MediaWiki的Score extension可以呈现和生成前两种格式的音频预览。